# 萨尔瓦多·阿连德广场

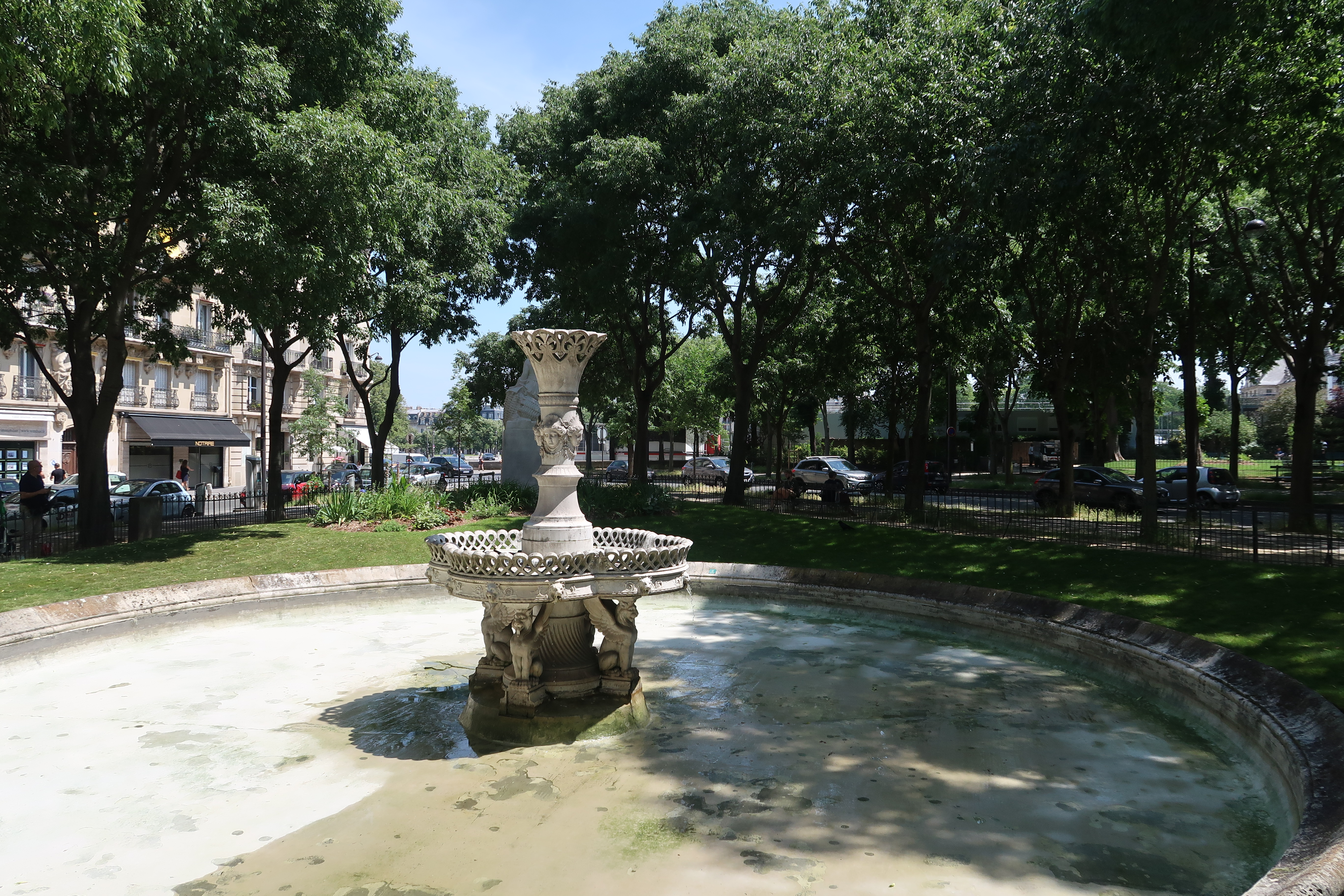
廣場上的噴泉

萨尔瓦多·阿连德广场（Place Salvador-Allende）是巴黎第七区的一个广场，位于boulevard de La Tour-Maubourg与格勒纳勒路（rue de Grenelle）的交汇处。

## 名称
萨尔瓦多·阿连德广场得名于智利总统萨尔瓦多·阿连德（1908-1973）。

## 历史
萨尔瓦多·阿连德广场开辟于1865年（拿破仑三世时期），原名圣地亚哥广场（Place de Santiago-du-Chili） 得名于智利首都圣地亚哥。 
2003年9月11日市长贝特朗·德拉诺埃将其改为现名。